# Josep Fontdevila
Josep Fontdevila Sola (Granollers Barcelona, 11 de agosto de 1932 - 3 de diciembre de 1977), balonmanista español.
Ha sido un jugador de balonmano en las modalidades de a once jugadores y a siete, disputando los Campeonatos de España de balonmano a once y la División de Honor.
El mayor elitista del balonmano de su época. Su ascensión como figura deportiva coincidió con la decadencia de la modalidad sobre césped a once jugadores. Comenzó ocupando la posición de portero pero pronto se consagró como delantero prodigioso. Su fuerte era mantenerse en equilibrio sobre la línea del área para zambullirse en ella con una plasticidad deslumbrante. 

## Trayectoria
- BM Granollers

## Palmarés clubes
- Balonmano a 11
  - 2 Campeonato de España de balonmano a once: 1955-56 y 1958-59
  - 2 Campeonato de Cataluña de balonmano a once: 1955-56 y 1958-59

- Balonmano a 7
  - 3 Primera División: 1955-56, 1956-57 y 1957-58
  - 3 División de Honor: 1958-59, 1960-61 y 1961-62
  - 1 Copa del Generalísimo: 1957-58

## Palmarés selección
- 1 partido internacional ante la selección de Portugal